# Perihelium
Perihelium, også kaldet perihel, engelsk perihelion, er det sted på en planets bane om Solen hvor afstanden er mindst, og modsætningen til aphelium. Udtrykket er en sammenskrivning af de græske ord peri, 'om, omkring, nær' og Helios, 'Solen'.
Perihelium anvendes tillige om kometers baner, og betegner da, hvor kometen er tættest på Solen.
Udtrykket er en specialiseret form af det mere generelle begreb periapsis, ligesom udtykket perigæum bruges om det sted, hvor Månen og andre legemer, der kredser om Jorden, kommer Jorden nærmest.
Periheltid betegner det tidspunkt, hvor himmellegemet er tættest på Solen og perihellængde anvendes til at beskrive en planetbanes beliggenhed i rummet.
I 2019 var Jorden i perihelium den 3. januar kl. 5 GMT, hvor afstanden til Solen var 0,983301 au eller 147,100 millioner km. I 2020 vil Jorden være i perihelium den 5. januar kl. 8 GMT og afstanden til Solen vil være 0,983244 au eller 147,091 millioner km.